# Edward Sapir
Edward Sapir (26. ledna 1884 Lębork, Pomořansko – 4. února 1939, New Haven) byl americký jazykovědec a antropolog, čelný představitel lingvistického strukturalismu ve Spojených státech a jeden z tvůrců Sapirovy-Whorfovy hypotézy. Svými myšlenkami ovlivnil i Noama Chomského.
Sapir vyučoval na Chicagské univerzitě. Od roku 1931 do své smrti byl vedoucím antropologického oddělení na Yaleově univerzitě.